# جنی بوچک
جنی بوچک (انگلیسی: Jenny Boucek؛ زادهٔ ۲۰ دسامبر ۱۹۷۳) بازیکن بسکتبال اهل ایالات متحده آمریکا است.